# Seagraves
Seagraves è un centro abitato degli Stati Uniti d'America situato nella contea di Gaines dello Stato del Texas.
La popolazione era di 2.417 persone al censimento del 2010.

## Geografia fisica
Seagraves è situata a 32°05′07″N 102°03′04″W .
Secondo lo United States Census Bureau, ha un'area totale di 1,5 miglia quadrate (3,9 km²).

## Società

### Evoluzione demografica
Secondo il censimento del 2000, 2.334 persone, 812 nuclei familiari e 616 famiglie risiedevano nella città. La densità di popolazione era di 1.609,8 persone per miglio quadrato (621,5/km²). The 977 unità abitative had an average density of 673,9 per miglio quadrato (260,2/km²). La composizione etnica della città era formata dal 66,80% di bianchi, il 6,08% di afroamericani, lo 0,73% di nativi americani, lo 0,04% di asiatici, il 23,31% di altre razze, e il 3,04% di due o più etnie. Ispanici o latinos di qualunque razza erano il 55,91% della popolazione.
Dei 812 nuclei familiari, il 39,4% aveva figli di età inferiore ai 18 anni, il 60,7% erano coppie sposate conviventi, il 10,6% aveva un capofamiglia femmina senza marito, e il 24,1% non erano famiglie. Circa il 22,5% di tutti i nuclei familiari erano individuali, e l'11,8% aveva componenti con un'età di 65 anni o più che vivevano da soli. Il numero di componenti medio di un nucleo familiare era di 2,87 e quello di una famiglia era di 3,40.
Vi erano il 32,8% di persone sotto i 18 anni, l'8,7% di persone dai 18 ai 24 anni, il 25,4% di persone dai 25 ai 44 anni, il 20,2% di persone dai 45 ai 64 anni, e il 12,9% di persone di 65 anni o più. L'età media era di 32 anni. Per ogni 100 femmine, c'erano 95,3 maschi. Per ogni 100 femmine dai 18 anni in giù, c'erano 93,0 maschi.
Il reddito medio di un nucleo familiare era di 26.929 dollari, e per una famiglia era di 30.707 dollari. I maschi avevano un reddito medio di 27.944 dollari contro i 16.181 dollari delle femmine. Il reddito pro capite era di 12.253 dollari. Circa il 22,3% delle famiglie e il 25,6% della popolazione erano sotto la soglia di povertà, incluso il 31,8% di persone sotto i 18 anni e il 22,0% di persone di 65 anni o più.